# John Legend
John Legend (pseudoniem  van John Roger Stephens, Springfield (Ohio), 28 december 1978) is een Amerikaanse r&b/soulzanger, tekstschrijver en producer. In 2004 brak hij door met zijn album Get Lifted, dat was geproduceerd door Kanye West. Daarnaast heeft hij samengewerkt met onder meer Jay-Z, Lauryn Hill en The Black Eyed Peas. Legend beschrijft zijn eigen muziek als soul met gospel-invloeden gemixt met hiphop en een ‘feel-good sound’.

## Biografie
Legend werd in 1978 geboren als John Roger Stephens. Toen hij vier jaar oud was begon hij met pianospelen op een piano die in het ouderlijk huis stond. Enkele jaren later kwam hij in het kerkkoor terecht. Veel van zijn gospelnummers leerde hij van zijn grootmoeder. Legend werd in zijn vroege jaren geïnspireerd door Jodeci, Boyz II Men, LL Cool J, MC Hammer en vooral Michael Jackson. Legend volgde onderwijs op de plaatselijke highschool, gevolgd door de Universiteit van Pennsylvania. Tijdens zijn schoolcarrière hield hij zich continu bezig met muziek. Met een klein koortje nam hij verschillende cd’s op. Hij trad ook solo op in vele talentenjachten.
Door zijn tijd in Philadelphia leerde hij ook artiesten kennen als Jill Scott en The Roots. Langzaam werd Legend bekend en trad hij op in nachtclubs in New York, Washington D.C. en Philadelphia. In 1998 speelde hij de piano op Lauryn Hill’s album Everything is Everything. In 2001 bracht hij een live-album uit: Live At Jimmy’s Uptown. Later kwam Legend via zijn vroegere huisgenoot Devon Harris in aanraking met Kanye West, Harris’ neef. Hiermee begon een innige samenwerking tussen de twee. Legend sloot zich aan bij G.O.O.D. Music, het platenlabel van Kanye West. In 2004 bracht West zijn eerste album College Dropout uit, een album waar Legend veel aan heeft meegewerkt. Als tegenprestatie produceerde West vele tracks voor Legends eerste album Get Lifted.
Legend heeft verder samengewerkt met vele andere artiesten. Hij schreef de single You Don't Know My Name van Alicia Keys. Ook speelt hij de piano op Encore en Lucifer, twee singles van Jay-Z’s Black Album. Ook is Legend te horen op The Boogie That B van The Black Eyed Peas. Zijn eigen album Get Lifted bracht twee succesvolle singles voort: Used to Love U en Ordinary People. Het album zelf leverde Legend drie Grammy Awards op: Best R&B Album, Best R&B Male Vocal Performance, en Best New Artist. Ook heeft hij meegewerkt aan het album Timeless uit 2005 van will.i.am en Sérgio Mendes. Hier is hij te horen in het nummer Please baby don't.
In 2006 bracht Legend zijn vervolgalbum uit: Once Again. Voor dit album werkte hij wederom samen met Kanye West en will.i.am. De eerste single van het album is Save Room, gevolgd door P.D.A. (We just don't care) en Stereo.
In 2008 kwam Legends album Evolver uit, waarvan in 2009 een nieuwe single is verschenen, genaamd Quickly, samen met Brandy.
Legend verloofde zich in 2011 met model Chrissy Teigen. Op 14 september 2013 trouwden ze aan het Comomeer in Italië. Samen hebben ze twee dochters en twee zonen.
In 2013 bracht John Legend het nummer All of me uit. Het werd een wereldhit en stond in veel landen op nummer 1, waaronder in Nederland, België en de Verenigde Staten. Het stond 34 weken in de Nederlandse Top 40, waarvan vier weken op de eerste plaats. In de Single Top 100 hield de single het 113 weken uit. All of me werd de bestverkochte single van 2014.

## Discografie

### Albums
| Album met eventuele hitnotering(en) in de Nederlandse Album Top 100 | Datum van verschijnen | Datum van binnenkomst | Hoogste positie | Aantal weken | Opmerkingen   |
| ------------------------------------------------------------------- | --------------------- | --------------------- | --------------- | ------------ | ------------- |
| Get Lifted                                                          | 2004                  | 15-01-2005            | 5               | 54           |               |
| Once Again                                                          | 2006                  | 28-10-2006            | 2               | 22           |               |
| Live from Philadelphia                                              | 2008                  | 15-03-2008            | 44              | 9            | Livealbum     |
| Evolver                                                             | 17-10-2008            | 25-10-2008            | 7               | 43           |               |
| Wake Up!                                                            | 17-09-2010            | 25-09-2010            | 6               | 20           | met The Roots |
| Love in the Future                                                  | 2013                  | 07-09-2013            | 3               | 62           |               |
| Darkness and Light                                                  | 2016                  | 10-12-2016            | 21              | 12           |               |
| A Legendary Christmas                                               | 2018                  | 15-12-2018            | 38              | 5            |               |
| Bigger Love                                                         | 2020                  | 27-06-2020            | 42              | 1            |               |

| Album met hitnotering(en) in de Vlaamse Ultratop 200 albums | Datum van verschijnen | Datum van binnenkomst | Hoogste positie | Aantal weken | Opmerkingen   |
| ----------------------------------------------------------- | --------------------- | --------------------- | --------------- | ------------ | ------------- |
| Get Lifted                                                  | 2004                  | 05-02-2005            | 43              | 17           |               |
| Once Again                                                  | 2006                  | 04-11-2006            | 38              | 22           |               |
| Evolver                                                     | 2008                  | 25-10-2008            | 37              | 6            |               |
| Wake Up!                                                    | 2010                  | 02-10-2010            | 57              | 3            | met The Roots |
| Love in the Future                                          | 2013                  | 07-09-2013            | 25              | 75           |               |
| Darkness and Light                                          | 2016                  | 10-12-2016            | 75              | 19           |               |
| A Legendary Christmas                                       | 2018                  | 03-11-2018            | 132             | 6            |               |

### Singles
| Single met eventuele hitnotering(en) in de Nederlandse Top 40 | Datum van verschijnen | Datum van binnenkomst | Hoogste positie | Aantal weken | Opmerkingen                                                         |
| ------------------------------------------------------------- | --------------------- | --------------------- | --------------- | ------------ | ------------------------------------------------------------------- |
| Used to Love U                                                | 21-02-2005            | 15-01-2005            | tip2            | -            | Nr. 69 in de Single Top 100                                         |
| Ordinary People                                               | 06-06-2005            | 25-06-2005            | 20              | 9            | Nr. 40 in de Single Top 100                                         |
| Save Room                                                     | 06-10-2006            | 07-10-2006            | 11              | 16           | Nr. 9 in de Single Top 100                                          |
| P.D.A. (We Just Don't Care)                                   | 27-02-2007            | 31-03-2007            | 18              | 15           | Nr. 20 in de Single Top 100 / Alarmschijf                           |
| Stereo                                                        | 27-04-2007            | 14-07-2007            | 17              | 12           | Nr. 52 in de Single Top 100 / Alarmschijf                           |
| Each Day Gets Better                                          | 2007                  | 27-10-2007            | tip4            | -            |                                                                     |
| Green Light                                                   | 29-07-2008            | 26-07-2008            | tip6            | -            | met André 3000 / Nr. 48 in de Single Top 100                        |
| If You're Out There                                           | 24-08-2008            | -                     |                 |              | Nr. 41 in de Single Top 100                                         |
| Everybody Knows                                               | 23-03-2009            | 22-11-2008            | 10              | 9            | Nr. 80 in de Single Top 100 / Alarmschijf                           |
| This Time                                                     | 2009                  | 14-03-2009            | tip6            | -            | Nr. 42 in de Single Top 100                                         |
| Wake Up Everybody                                             | 02-08-2010            | 04-09-2010            | 16              | 10           | met The Roots, Common & Melanie Fiona / Nr. 21 in de Single Top 100 |
| Made to Love                                                  | 2013                  | 31-08-2013            | 28              | 3            | Nr. 41 in de Single Top 100                                         |
| All of Me                                                     | 12-08-2013            | 02-11-2013            | 1(4wk)          | 34           | Nr. 1 in de Single Top 100 / Best verkochte single van 2014         |
| Listen                                                        | 2014                  | 10-01-2015            | tip30           | -            | met David Guetta                                                    |
| Glory                                                         | 2015                  | 28-02-2015            | tip9            | -            | met Common                                                          |
| Lay Me Down                                                   | 2015                  | 04-04-2015            | tip18           | -            | met Sam Smith                                                       |
| Like I'm Gonna Lose You                                       | 2015                  | 30-01-2016            | 34              | 6            | met Meghan Trainor / Nr. 38 in de Single Top 100                    |
| Summer Nights                                                 | 2016                  | 02-07-2016            | 23              | 7            | met Tiësto / Nr. 57 in de Single Top 100                            |
| Love Me Now                                                   | 2016                  | 26-11-2016            | 10              | 19           | Nr. 13 in de Single Top 100                                         |
| Preach                                                        | 2019                  | 23-02-2019            | tip1            | -            |                                                                     |
| Minefields                                                    | 2020                  | 09-01-2021            | 39              | 2            | met Faouzia                                                         |

| Single met hitnotering(en) in de Vlaamse Ultratop 50 | Datum van verschijnen | Datum van binnenkomst | Hoogste positie | Aantal weken | Opmerkingen                       |
| ---------------------------------------------------- | --------------------- | --------------------- | --------------- | ------------ | --------------------------------- |
| Used to Love U                                       | 2004                  | 26-03-2005            | tip11           | -            |                                   |
| Save Room                                            | 2006                  | 02-12-2006            | tip17           | -            |                                   |
| Green Light                                          | 2008                  | 16-08-2008            | tip2            | -            | met André 3000                    |
| Heartbreaker                                         | 2009                  | 15-08-2009            | tip3            | -            | met Mstrkrft                      |
| Getting Nowhere                                      | 31-01-2011            | 12-02-2011            | tip4            | -            | met Magnetic Man                  |
| All of the Lights                                    | 20-03-2011            | 26-03-2011            | 27              | 10           |                                   |
| When Christmas Comes                                 | 28-11-2011            | 24-12-2011            | tip94           | -            | met Mariah Carey                  |
| Made to Love                                         | 2013                  | 13-07-2013            | tip9            | -            |                                   |
| All of Me                                            | 2013                  | 07-12-2013            | 3               | 52           | Nr. 2 in de Radio 2 Top 30 / Goud |
| Glory                                                | 2015                  | 28-02-2015            | tip17           | -            | met Common                        |
| Lay me Down                                          | 2015                  | 14-03-2015            | tip8            | -            | met Sam Smith                     |
| Under the Stars                                      | 2015                  | 26-12-2015            | tip38           | -            |                                   |
| Summer Nights                                        | 2016                  | 02-07-2016            | tip             | -            | met Tiësto                        |
| Love me Now                                          | 2016                  | 17-12-2016            | 19              | 17           |                                   |
| Penthouse Floor                                      | 2017                  | 14-01-2017            | tip             | -            | met Chance the Rapper             |
| Beauty and the Beast                                 | 2017                  | 18-02-2017            | tip41           | -            | met Ariana Grande                 |
| A Good Night                                         | 2018                  | 21-04-2018            | tip             | -            | met Bloodpop                      |
| Bring Me Love                                        | 2018                  | 15-12-2018            | tip42           | -            |                                   |
| Silver Bells                                         | 2018                  | 22-12-2018            | tip             | -            |                                   |
| Higher                                               | 2019                  | 25-05-2019            | tip             | -            | met DJ Khaled en Nipsey Hussle    |
| Conversations in the Dark                            | 2020                  | 29-02-2020            | tip25           | -            | met David Guetta                  |
| One Life                                             | 2020                  | 11-07-2020            | tip33           | -            |                                   |
| Wild (Meduza remix)                                  | 2020                  | 26-09-2020            | tip             | -            |                                   |
| Baby, It's Cold Outside                              | 2019                  | 12-12-2020            | tip             | -            | met Kelly Clarkson                |
| You Deserve It All                                   | 2020                  | 01-01-2021            | 40              | 1            |                                   |

### NPO Radio 2 Top 2000
| Nummers met noteringen in de NPO Radio 2 Top 2000 | '05  | '06 | '07  | '08  | '09  | '10 | '11  | '12  | '13  | '14  | '15  | '16  | '17  | '18  | '19  | '20  | '21  | '22 | '23 | '24 |
| ------------------------------------------------- | ---- | --- | ---- | ---- | ---- | --- | ---- | ---- | ---- | ---- | ---- | ---- | ---- | ---- | ---- | ---- | ---- | --- | --- | --- |
| All of Me                                         | ×    | ×   | ×    | ×    | ×    | ×   | ×    | ×    | 634  | 74   | 124  | 197  | 241  | 400  | 375  | 409  | 489  | 543 | 562 | 616 |
| Ordinary People                                   | 1339 | 580 | 1028 | 1214 | 1160 | 940 | 584  | 907  | 480  | 968  | 946  | 1218 | 1423 | 1468 | 1522 | 1655 | 1875 | -   | -   | -   |
| Save Room                                         | ×    | -   | 1646 | -    | -    | -   | -    | -    | 1993 | -    | -    | -    | -    | -    | -    | -    | -    | -   | -   | -   |
| This Time                                         | ×    | ×   | ×    | ×    | -    | -   | 1548 | 1258 | 802  | 1598 | 1603 | -    | -    | -    | -    | -    | -    | -   | -   | -   |

1. ↑  Een '-' betekent dat het nummer niet was genoteerd, een '×' betekent dat het nummer nog niet was uitgebracht en een vetgedrukt getal geeft de hoogste notering van een nummer aan.
2. ↑  2005 was het eerste jaar met een notering voor John Legend.

### Dvd's
- 2006: Live at the house of Blues

| Dvd's met hitnoteringen in de Nederlandse Music Top 30 | Datum van verschijnen | Datum van binnenkomst | Hoogste positie | Aantal weken | Opmerkingen |
| ------------------------------------------------------ | --------------------- | --------------------- | --------------- | ------------ | ----------- |
| Live at the house of Blues                             | 2006                  | 04-03-2006            | 12              | 7            |             |
| Live from Philadelphia                                 | 2008                  | 12-04-2008            | 9               | 14           |             |

### Gastoptredens
- 2003: Must Be 21 - will.i.am ("Swing by My Way")
- 2003: Must Be 21 - will.i.am ("Ride Ride")
- 2003: The Black Album - Jay-Z ("Encore", "Lucifer") (zang en piano)
- 2004: The 18th Day - Estelle ("Hey Girl" met John Legend en Baby Blue, "Freedom" met John Legend en Talib Kweli, "Free" – verschijnt in videoclip)
- 2004: Neighborhood Watch - Dilated Peoples ("This Way" met Kanye West) (zang piano en optreden in videoclip)
- 2004: No Gray Area - White Boy ("U Know" met Kanye West, Belo en John Legend)
- 2004: Take 'Em To The Cleaners mixtape - Consequence ("So Soulful" met Kanye West, John Legend en Khayree, "Getting Out The Game" met Kanye West en John Legend)
- 2004: Detroit Deli - Slum Village ("Selfish" met Kanye West en John Legend (verschijnt in videoclip)
- 2005: The College Dropout: Video Anthology Bonus cd - Kanye West ("It's Alright" met Ma$e en John Legend)
- 2005: Be - Common ("Faithful" met John Legend en Bilal, "They Say" met Kanye West en John Legend)
- 2005: Brothers from Another Mother - Young Gunz ("Grown Man pt. 2" met Kanye West en John Legend)
- 2005: The Hip-Hop Violinist - Miri Ben-Ari ("I've Been Waiting On You" met Consequence en John Legend)
- 2005: John Legend - "Don't you worry 'bout a thing" (van de Hitch Soundtrack)
- 2005: B-side van Pump It - The Black Eyed Peas - ("Like That" met Q-Tip, Cee Lo Green, Talib Kweli en John Legend)
- 2005: So Amazing - Luther Vandross-tributealbum ("Love Won't Let Me Wait")
- 2005: Genius & Friends - Ray Charles-tributealbum ("Touch")
- 2005: The Rising Tied - Fort Minor ("High Road" met John Legend)
- 2006: John Legend - Hello, It's Me (iTunes exclusieve single)
- 2006: Timeless - Sérgio Mendes ("Please Baby Don't")
- 2006: Duets: An American Classic - Tony Bennett ("Sing You Sinners")
- 2006: Kingdome Come - Jay-Z ("Do U Wanna Ride")
- 2007: Don't Quit Your Day Job - Consequence ("Feel This Way")
- 2007: [Don't Quit Your Day Job - Consequence ("Grammy Family" met DJ Khaled en Kanye West)
- 2007: Rich Boy - Rich Boy ("Ghetto Rich")
- 2007: Soundtrack - Pride ("Dare to Dream")

### Overige optredens
- 1998: The Miseducation of Lauryn Hill - Lauryn Hill ("Everything is Everything") (piano)
- 2003: Elephunk - The Black Eyed Peas ("The Boogie That Be") (leadzanger en mede-schrijver)
- 2003: You Don't Know My Name - Alicia Keys (zang)
- 2004: If I Ain't Got You (Kanye West Remix) - Alicia Keys (zang, piano en mede-schrijver)
- 2004: I Want You - Janet Jackson (piano en mede-schrijver)
- 2004: The College Dropout - Kanye West (Graduation, Jesus Walks, Never Let Me Down met Jay-Z en J Ivy, Slow Jamz, Family Business) (piano en optreden in videoclip in Slow Jamz en The New Workout Plan)
- 2004: The Beautiful Struggle - Talib Kweli ("I Try" met Mary J. Blige) (zang, piano en mede-schrijver)
- 2004: Around My Way - Talib Kweli (leadzanger en piano)
- 2004: Overnight Celebrity - Twista (piano)
- 2005: Late Registration - Kanye West ("Hey Mama", "Celebration", "Soulful")
- 2006: DJ Khaled - Listenn - Kanye West ("Grammy Family")

### Optredens op mixtapes
- 2003: I'm Good - Kanye West ("Intro" met John Legend)
- 2003: Got Nowhere (Remix) - Kanye West
- 2003: Last Night met John Legend - Kanye West
- 2003: Get Well Soon - Kanye West ("Home" met John Legend)
- 2004: Used to Love U (Remix) met Naledge - John Legend